# Schlacht um Rathenow
Rathenow – Nauen – Fehrbellin – Wismar – Wolgast 1675 – Wolgast 1676 – Bornholm – Öland – Peenemünder Schanze – Stettin (1677) – Køgebucht – Bergen – Warksow – Rügen (1678) – Stralsund (1678) – Greifswald – Tilsit – Splitter – Telschi – Porta Westfalica
Die Schlacht um Rathenow, auch der Überfall von Rathenow genannt, war das erste Gefecht zwischen den Truppen Brandenburg-Preußens und Schwedens im Schwedisch-Brandenburgischen Krieg.
Die Schlacht fand am 15. Junijul. / 25. Juni 1675greg. statt und endete mit der Eroberung der durch die Schweden im Vorfeld besetzten Stadt Rathenow durch die Brandenburger. 
Bei den Schweden, angeführt von Oberst Bernhard Christian Wangelin, waren etwa 700 Mann, bei den Brandenburgern, kommandiert von Feldmarschall Georg von Derfflinger und General Adolph von Goetze, etwa 1000 Mann an der Schlacht beteiligt.

## Vorgeschichte der Schlacht
Die schwedischen Truppen waren durch das Fehlen größerer brandenburgischer Truppenkontingente weit ins Kurfürstentum Brandenburg eingefallen. Dessen Truppen befanden sich im Kampf gegen die Franzosen in Bayern. So konnten die Schweden, die überraschend an der französischen Seite in den Krieg eintraten, weit in das Kurfürstentum eindringen und besetzten unter dem Feldmarschall Wrangel ohne größeren Widerstand die Stadt Brandenburg. Die Stadt Rathenow wurde ebenfalls von schwedischen Truppen besetzt, da Wrangel von hier aus, über Havelberg, die Elbe überschreiten und sich mit den hannoverischen Truppen vereinigen wollte. Ziel war die Eroberung der wichtigen brandenburgischen Festung Magdeburg. So besetzte das schwedische Vorauskommando unter Oberst Wangelin Rathenow (und Havelberg), um zunächst die Havelübergänge zu sichern und dann nach Magdeburg vorzustoßen.
Der brandenburgische Kurfürst Friedrich Wilhelm wiederum wollte, um den Vormarsch der Schweden aufzuhalten, den schwedischen Truppen in den Rücken fallen und sich seinerseits mit den Truppenverbänden aus der Festung Magdeburg vereinen.

## Überfall von Rathenow am 15. Juni 1675

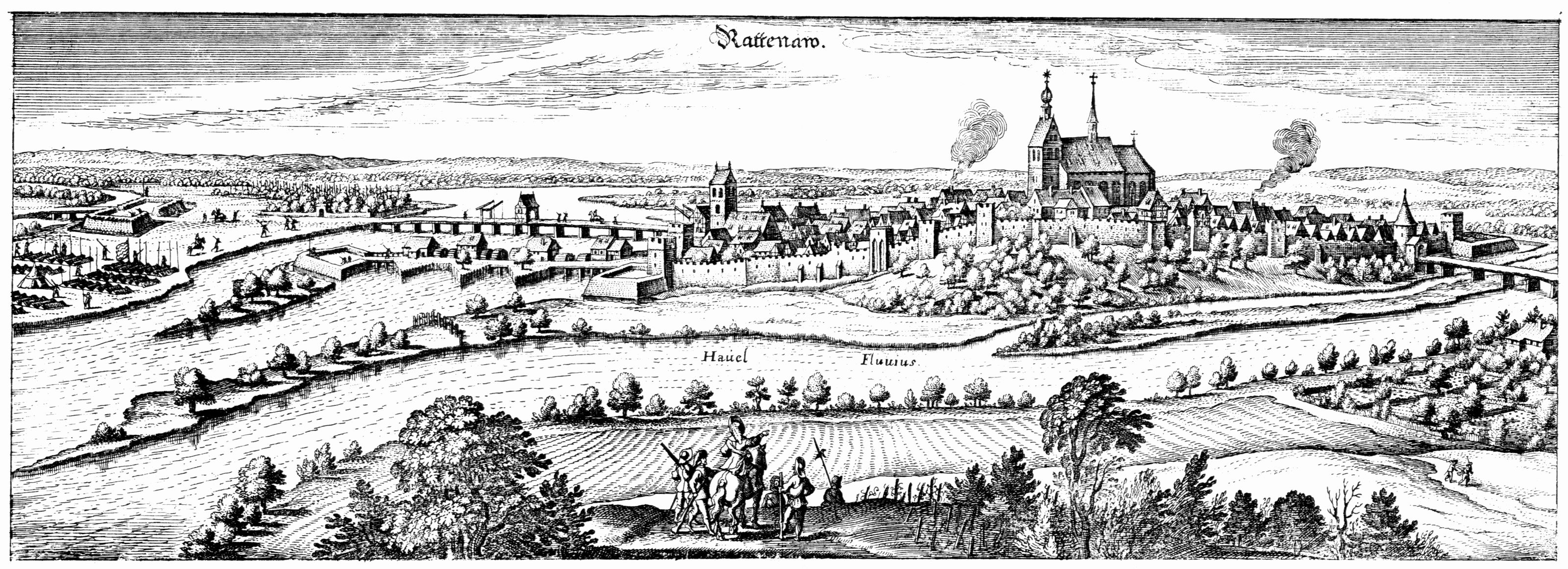
Sicht auf die Stadt Rathenow im Jahre 1633

Die Stadt Rathenow liegt am östlichen Ufer der Havel nach Westen hin durch ein breites Sumpfgebiet zwischen den Hauptarmen der Havel geschützt und wurde zudem noch von einem Graben umgeben. Von den mittelalterlichen Befestigungen waren zwar nur noch Teile vorhanden, diese boten aber noch hinreichenden Schutz vor einem nicht auf längere Belagerung eingestellten Heer. So waren die Tore befestigt und besaßen Zugbrücken.
Der Plan der brandenburgischen Truppen war, über das westliche Tor, das Haveltor, einzudringen. So rückten die brandenburgischen Truppen unter Feldmarschall Georg von Derfflinger gegen 2 Uhr über die Havelbrücke vor. Derfflinger, der im Dreißigjährigen Krieg lange in schwedischen Diensten gestanden hatte, ritt dabei mit nur einigen Dragonern an der Spitze und veranlasste die Wache mit der in fließendem schwedisch vorgetragenen Behauptung: Er sei ein schwedischer Leutnant vom Regiment Bülow von der Besatzung Brandenburgs und er befinde sich auf der Flucht vor den brandenburgischen Truppen zum Herablassen der Zugbrücke. Dadurch konnten die Dragoner in die Stadt eindringen. Nach anderen Angaben soll der brandenburgische Feldmarschall sogar alleine ans Tor geritten sein und erst, nachdem diese geöffnet worden sei, seien seine Dragoner zur Hilfe geeilt, um handstreichartig in die Stadt einzudringen. 

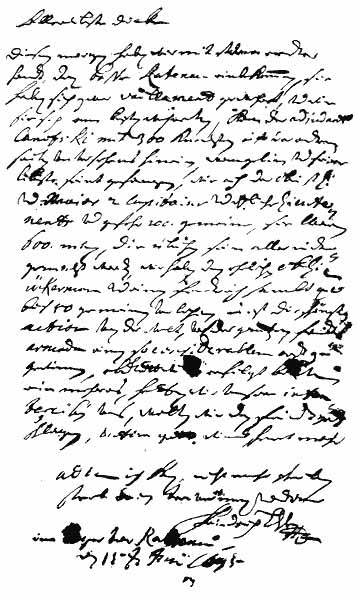
Der Brief von Friedrich II. von Hessen-Homburg vom 15. Juni 1675 an seine Gemahlin

Währenddessen ließ der Kurfürst Generalmajor von Götze mit 600 Musketieren über den Mühlendamm zum Mühlentor vorrücken. Hier kam es zum Gefecht, in welchem die Schweden auf Grund der weiteren Stadtbefestigung die Stellung vorerst halten konnten. Eine andere Einheit, die mit Kähnen von der Havel aus über die Südseite eindringen wollte, wurde ebenfalls zunächst zurückgeschlagen. Erst im zweiten Angriff gelang es den Brandenburgern, in die Stadt einzudringen. Auch über das Mühlentor gelang dann der Angriff. Gleichzeitig war es General von Götze gelungen, das Mühlentor einzunehmen. Nach heftigem Gefecht konnte die schwedische Besatzung besiegt werden und der kommandierende schwedische Oberst Wangelin kapitulierte.

„Allerlibste Dicke
Diesen Morgen haben wir mit stürmender handt, den Basse Ratenau einbekommen, sie haben sich zwar vaillament gewehret, und wie sie sich am besten wehreten, kam der Adjutant Canolski mit 300 Knechten auff der seiten unversehens hinein, wangelin und seine libste seint gefangen, wie auch der Obristl. und Major, 2 Captaine und ettliche Lieutenents, und gefehr 100 gemeine, sie waren 600 mann, die übrichen sein alle nidergemacht worden, wir haben den ehrlichen obL. Ückermann und einen fendrich sambt 40 bis 50 gemeinen verlohren, es ist die schönste action von der welt, vor der gantzen feindtl. armada einen so considerablen ordt zu gewinnen, ob Gott will erfolgt balt ein meheres, hetten wir unsere infanterie bey uns, wollten wir den feindt gut schlagen, enfin Gott wirdt schont machen. Adieu ich kann nicht mehr schreiben sterb Dein trewer mann und Diener Friedrich L. z. Hessen“

## Ergebnis und Folgen der Schlacht

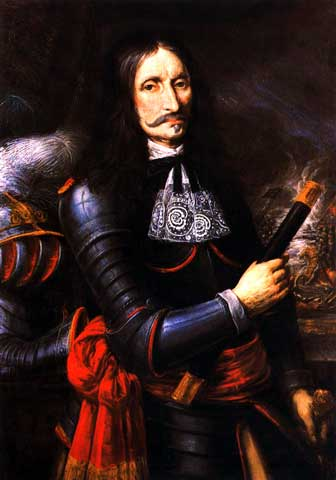
Generalfeldmarschall der Brandenburger in dieser Schlacht: Georg von Derfflinger

Das Gefecht forderte bei den schwedischen Truppen 390 Tote und 270 Gefangene. Die brandenburgischen Truppen hatten lediglich 50 Mann an Toten und Verwundeten zu beklagen. Sie erbeuteten von den Schweden 500 bis 600 Pferde.
Die bis dato als unbesiegbar geltenden Schweden hatten eine erste Niederlage erlitten. 
Als Folge dieser Niederlage mussten die Schweden ihren eigentlichen Plan aufgeben, in der Nähe von Rathenow bei Havelberg über die Elbe zu gehen, um von dort die wichtige brandenburgische Festung Magdeburg anzugreifen. Stattdessen sahen sich die Schweden unter völliger Unkenntnis der wahren Stärke und Position des Gegners gezwungen, sich so rasch wie möglich Richtung Norden zurückzuziehen, um die nun bedrohten eigenen Verbindungswege zu sichern. 
Aus diesem Rückzug wurde in den nächsten Tagen, bedingt durch die Verfolgung der Brandenburger, eine regelrecht planlose Flucht, die schließlich nach drei Tagen am 28. Juni mit der entscheidenden Niederlage der Schweden in der Schlacht bei Fehrbellin endete.